# Marcus Iulius Avitus
Marcus Iulius Avitus war ein im 1. Jahrhundert n. Chr. lebender Angehöriger der römischen Armee. Durch eine Inschrift, die in Perinthos gefunden wurde, ist seine militärische Laufbahn bekannt.
Avitus diente als Centurio in den folgenden Legionen: in der Legio XV Apollinaris, in der Legio V Macedonica und in der Legio XVI Flavia Firma, die  in der Provinz Cappadocia stationiert war. Er erhielt in zwei Kriegen militärische Auszeichnungen (bis donis donatus bello Dacico et bello Germanico). Avitus war in der Tribus Voltinia eingeschrieben und stammte aus Reis Apollinaris, dem heutigen Riez. Die Inschrift wurde von seinen Schwestern errichtet.
Die Inschrift wird bei der Epigraphik-Datenbank Clauss-Slaby auf 101/130 datiert. James Robert Summerly datiert die Laufbahn von Avitus zwischen 69 und 114.